# Eleição municipal de Jandira em 2012
A eleição municipal de Jandira em 2012 foi o 11.º pleito eleitoral realizado na história do município. Ocorreu oficialmente em 7 de outubro e foi disputada em turno único, dado que Jandira por não ter 200 000 eleitores registrados e aptos ao voto, não atende ao critério eleitoral definido pelo inciso II do artigo n.º 29 da Constituição Federal para a realização de um 2.º turno caso nenhum dos candidatos a prefeito alcance maioria absoluta dos votos. Neste caso, o(a) vencedor(a) é escolhido por maioria simples.
Segundo dados do Tribunal Superior Eleitoral, 75 287 eleitores compunham o eleitorado jandirense apto a eleger 1 prefeito, 1 vice–prefeito e 13 vereadores para a Câmara Municipal em 2012.

## Candidaturas oficiais
| Candidaturas deferidas pelo TSE para a disputa eleitoral | Candidaturas deferidas pelo TSE para a disputa eleitoral | Candidaturas deferidas pelo TSE para a disputa eleitoral | Candidaturas deferidas pelo TSE para a disputa eleitoral | Candidaturas deferidas pelo TSE para a disputa eleitoral | Candidaturas deferidas pelo TSE para a disputa eleitoral | Candidaturas deferidas pelo TSE para a disputa eleitoral | Candidaturas deferidas pelo TSE para a disputa eleitoral |
| N.º                                                      | N.º                                                      | Candidato(a) a prefeito(a)                               | Candidato(a) a prefeito(a)                               | Candidato(a) a vice-prefeito(a)                          | Candidato(a) a vice-prefeito(a)                          | Coligação                                                | Situação                                                 |
| -------------------------------------------------------- | -------------------------------------------------------- | -------------------------------------------------------- | -------------------------------------------------------- | -------------------------------------------------------- | -------------------------------------------------------- | -------------------------------------------------------- | -------------------------------------------------------- |
|                                                          | 15                                                       |                                                          | Doutor Sato (PMDB)                                       |                                                          | Scopim (PMDB)                                            | Renova Jandira PMDB / DEM / PP / PPS / PR                | Não eleito                                               |
|                                                          | 28                                                       |                                                          | Mara Paschoalin (PRTB)                                   |                                                          | Ana Maria (PRTB)                                         | partido isolado                                          | Não eleito                                               |
|                                                          | 40                                                       |                                                          | Wesley Teixeira (PSB)                                    |                                                          | Doutor Luís Fabiano (PSB)                                | Fé para mudar PSB / PTC                                  | Não eleito                                               |
|                                                          | 43                                                       |                                                          | Gê (PV)                                                  |                                                          | Dete da APAE (PV)                                        | Por amor à Jandira PV / PSD / PPL                        | Eleito                                                   |
|                                                          | 45                                                       |                                                          | Doutora Anabel (PSDB)                                    |                                                          | Gerson Cerqueira (PSDB)                                  | Jandira no Caminho Certo PSDB / PDT / PTB / PTN / PTdoB  | Não eleito                                               |
|                                                          | 65                                                       |                                                          | Paulo Barufi (PCdoB)                                     |                                                          | Creuzinha do Gabriela (PCdoB)                            | partido isolado                                          | Não eleito                                               |

## Resultados eleitorais

### Poder Executivo
Geraldo Teotônio da Silva, mais conhecido como Gê, sagrou-se vencedor do pleito após obter 22 647 votos, o equivalente a 45,88% dos votos válidos. Seu mandato à frente da Prefeitura Municipal teve ínicio em 1 de janeiro de 2013 e foi concluído em 31 de dezembro de 2016.
| Candidatos a prefeito(a)   | Candidatos a prefeito(a) | Candidatos a vice-prefeito(a) | Votação | Votação     |
| Candidatos a prefeito(a)   | Candidatos a prefeito(a) | Candidatos a vice-prefeito(a) | Total   | Porcentagem |
| -------------------------- | ------------------------ | ----------------------------- | ------- | ----------- |
|                            | Gê (PV)                  | Dete da APAE (PV)             | 22 647  | 45,88%      |
|                            | Doutor Sato (PMDB)       | Scopim (PMDB)                 | 16 419  | 33,26%      |
|                            | Doutora Anabel (PSDB)    | Gerson Cerqueira (PSDB)       | 4 688   | 9,50%       |
|                            | Paulo Barufi (PCdoB)     | Creuzinha do Gabriela (PCdoB) | 3 105   | 6,29%       |
|                            | Wesley Teixeira (PSB)    | Doutor Luís Fabiano (PSB)     | 1 830   | 3,71%       |
|                            | Mara Paschoalin (PRTB)   | Ana Maria (PRTB)              | 676     | 1,37%       |
| Total de votos válidos     | Total de votos válidos   | Total de votos válidos        | 49 365  | 49 365      |
| Votos apurados             |                          |                               |         |             |
| Votos válidos              | Votos válidos            | Votos válidos                 | 49 365  | 77,86%      |
| Votos em branco            | Votos em branco          | Votos em branco               | 3 235   | 5,10%       |
| Votos nulos                | Votos nulos              | Votos nulos                   | 10 806  | 17,04%      |
| Total de votos apurados    | Total de votos apurados  | Total de votos apurados       | 63 406  | 63 406      |
| Participação do eleitorado |                          |                               |         |             |
| Comparecimentos            | Comparecimentos          | Comparecimentos               | 63 406  | 84,22%      |
| Abstenções                 | Abstenções               | Abstenções                    | 11 881  | 15,78%      |
| Total de eleitores aptos   | Total de eleitores aptos | Total de eleitores aptos      | 75 287  | 75 287      |
| Fonte: UOL                 |                          |                               |         |             |

### Poder Legislativo
No sistema proporcional, pelo qual são eleitos os vereadores, o voto dado a um(a) candidato(a) é primeiro considerado para a coligação da qual o partido em que ele(a) é filiado(a) faz parte. O total de votos da coligação é o que define quantas cadeiras o partido terá. Definidas as cadeiras, os candidatos(as) mais votados(as) do partido são chamados a ocupá-las.
Abaixo encontram-se os candidatos a vereador eleitos, reeleitos e os que ficaram como suplentes para a 11.ª legislatura, iniciada em 1 de janeiro de 2013 e concluída em 31 de dezembro de 2016.
| N.º   | Candidato                | Coligação                                                 | Votos obtidos | Porcentagem | Situação    |
| ----- | ------------------------ | --------------------------------------------------------- | ------------- | ----------- | ----------- |
| 45123 | Cebolinha                | Jandira no Caminho Certo (PSDB / PDT / PTB / PTN / PTdoB) | 1 647         | 3,00%       | Reeleito(a) |
| 11333 | Avelino                  | Jandira em Novos Rumos (PP / PPS)                         | 1 634         | 2,98%       | Reeleito(a) |
| 13610 | Zezinho do PT            | PT / PSC                                                  | 1 570         | 2,86%       | Reeleito(a) |
| 25122 | Marcelinho               | Ideias Renovadoras (DEM / PMDB)                           | 1 527         | 2,78%       | Reeleito(a) |
| 11500 | Luiz do Gás              | Jandira em Novos Rumos (PP / PPS)                         | 1 270         | 2,31%       | Eleito(a)   |
| 45610 | Betinho                  | Jandira no Caminho Certo (PSDB / PDT / PTB / PTN / PTdoB) | 1 251         | 2,28%       | Reeleito(a) |
| 11033 | Gério Cabeleireiro       | Jandira em Novos Rumos (PP / PPS)                         | 1 229         | 2,24%       | Suplente    |
| 13500 | Julinho                  | PT / PSC                                                  | 1 082         | 1,97%       | Eleito(a)   |
| 22345 | Beda Cabeleireiro        | PR                                                        | 1 065         | 1,94%       | Eleito(a)   |
| 11222 | Markinhos                | Jandira em Novos Rumos (PP / PPS)                         | 1 026         | 1,87%       | Suplente    |
| 11123 | Dino                     | Jandira em Novos Rumos (PP / PPS)                         | 996           | 1,81%       | Suplente    |
| 22333 | Irmã Ieda                | PR                                                        | 957           | 1,74%       | Reeleito(a) |
| 22000 | Odair do Táxi            | PR                                                        | 954           | 1,74%       | Eleito(a)   |
| 25111 | Mi                       | Ideias Renovadoras (DEM / PMDB)                           | 943           | 1,72%       | Reeleito(a) |
| 22222 | Veínho                   | PR                                                        | 918           | 1,67%       | Suplente    |
| 22123 | Zé Neto                  | PR                                                        | 914           | 1,67%       | Suplente    |
| 12222 | Wilson Coelho            | Jandira no Caminho Certo (PSDB / PDT / PTB / PTN / PTdoB) | 912           | 1,66%       | Suplente    |
| 19190 | Pessanha                 | Jandira no Caminho Certo (PSDB / PDT / PTB / PTN / PTdoB) | 905           | 1,65%       | Suplente    |
| 22022 | Gil                      | PR                                                        | 849           | 1,55%       | Suplente    |
| 15515 | Toninho da Amizade       | Ideias Renovadoras (DEM / PMDB)                           | 848           | 1,54%       | Suplente    |
| 22602 | Caio Vivo                | PR                                                        | 839           | 1,53%       | Suplente    |
| 13604 | Maura                    | PT / PSC                                                  | 802           | 1,46%       | Suplente    |
| 22888 | Cláudio do Moussão       | PR                                                        | 792           | 1,44%       | Suplente    |
| 43043 | Ney do Táxi              | Por amor à Jandira (PV / PSD / PPL)                       | 773           | 1,41%       | Eleito(a)   |
| 22223 | Pastor Rogério           | PR                                                        | 771           | 1,40%       | Suplente    |
| 43743 | Joãozinho do Restaurante | Por amor à Jandira (PV / PSD / PPL)                       | 759           | 1,38        | Eleito(a)   |